# Federazione pallavolistica del Cile
La Federazione cilena di pallavolo (spa. Federación de Voleibol de Chile, FeVoCHI) è un'organizzazione fondata nel 1955 per governare la pratica della pallavolo in Cile.
Organizza il campionato maschile e femminile, e pone sotto la propria egida la nazionale maschile e femminile.
Ha aderito alla FIVB nel 1959.